# Super Free事件
Super Free事件（日语：／ Sūpāfurī Jiken；简称： / ）是指以早稻田大学活动系社交圈型校园社团为舞台的大规模有组织轮奸案件。
经早稻田大学批准成立的的大学生成员自1998年4月以来便开始对女大学生习惯性实施轮奸。受害的女大学生人数超过数百人。直至2003年5月18日，有被害人向警方报案才被察觉。除早稻田大学以外，还有出身自日本首都圈的其他名门大学（如：东京大学、庆应义塾大学、法政大学、学习院大学、日本大学等）的共计14名大学生以准强奸罪被判入狱。
此事件引发巨大社会反响，最终导致在2004年立法设立了“集团强奸罪”和“集团强奸致死伤罪”。
但是迄今为止，仅仅只有三起轮奸案被起诉，大量的涉案人员至今仍未被逮捕。同时，也有许多女性协助了这些轮奸案，但没有任何人被起诉。

## 事件概要

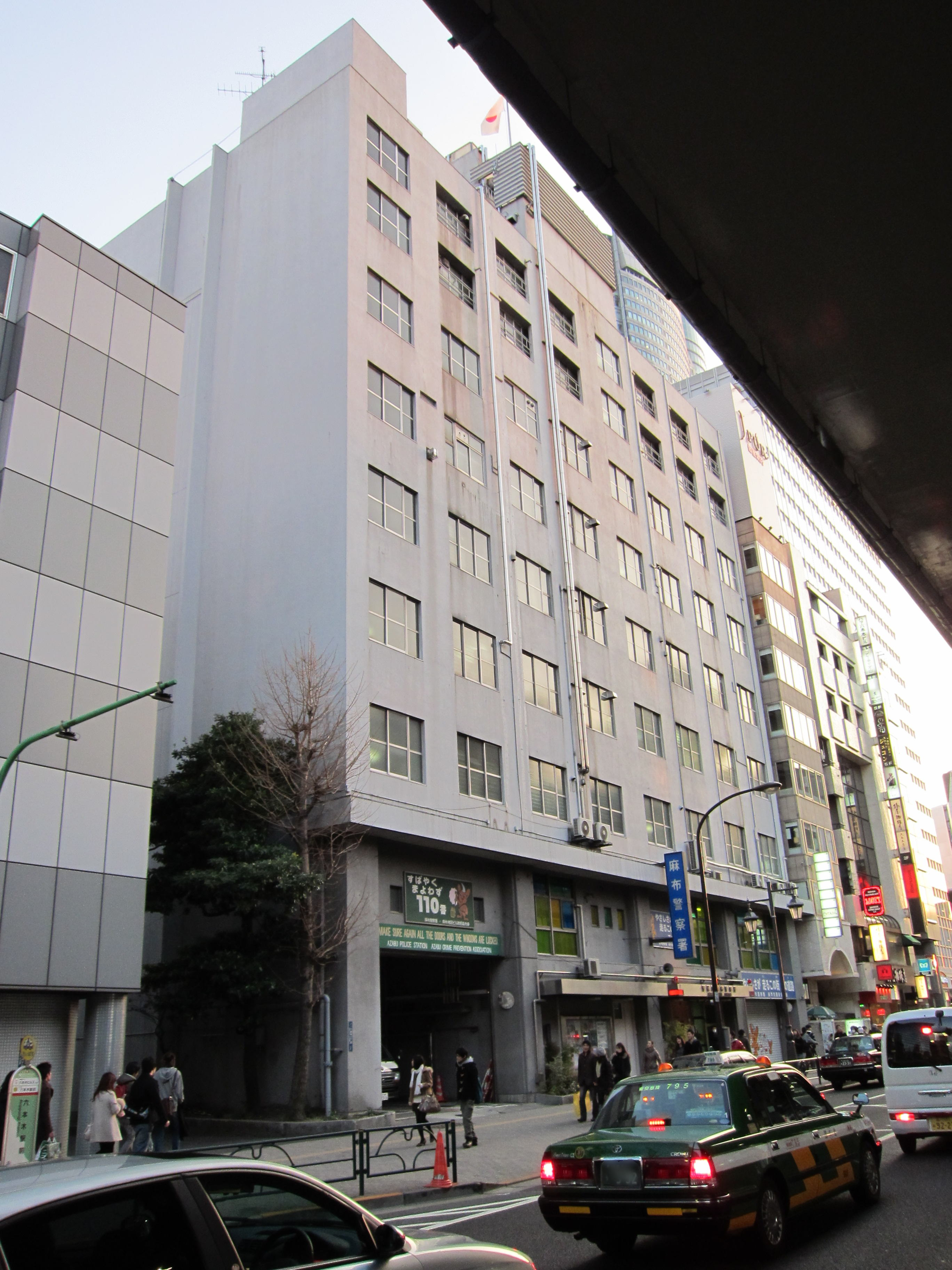
Super Free事件中嫌犯被羁押的麻布警察署。

Super Free事件中的主犯被捕时已经28岁，从事着夜總會这个与音乐行业有关的工作。他经常在六本木的Velfarre等地举办活动，活动人数多达1000人到3000人。而在这样聚会结束后的二次聚会上，主犯和其他成员利用将参与活动的女性灌醉而一再犯下强奸及轮奸等罪行。经过审讯，有多起案件被发现，但是仅仅只有3起案件最终进入审讯阶段。
1. 2001年12月19日，在位于东京都丰岛区高田的Super Free事件主犯的家兼办公室里，主犯等三人在火锅聚会上轮奸了一名当时年仅19岁的女性。
2. 2003年4月27日，在东京都港区六本木六本木共同大厦（日语：六本木共同ビル）12楼的居酒屋所举行的第二次聚会上，将当时18岁的女性灌醉并在11楼玄关处将其轮奸，共计13人参与。
3. 2003年5月18日，在与上案的同一犯案地点，一名20岁的女性被5人轮奸。

在第三起案件发生的当日，受害者即向东京警视厅麻布警察署报案，因此引发警方调查。2003年6月19日，在第3起案件中因强奸而致代表者与其他4名大学生共计5人被捕的消息被媒体报道，此案方在日本国内获得曝光。最初，嫌犯们以“经过同意”进行辩解，但在紧急楼梯附近的入口处门垫上与初次见面的多名男性发生性关系明显不符合“经过同意”的说法。6月22日，Super Free Club解散。6月30日，东京地方检察厅对嫌犯中的两人提起“准强奸罪”公诉。随后，第1起案件中犯案的前大学生在2003年7月31日被捕。此外，截至2003年11月14日共有第2起案件里9名涉案大学生（含2名未成年者）被逮捕。
2004年11月2日，主犯经一审判处实际刑期长达14年的有期徒刑；被告不服判决并于同年11月17日提起上诉。2005年6月2日，东京高等法院法官仙波厚驳回上诉。2005年6月16日，被告向日本最高法院提起上诉，经日本最高法院第二法庭法官古田佑纪审议，在2005年11月1日驳回上诉。最终主犯的14年有期徒刑三审定谳。而除主犯之外，其余13人也被判处实际刑期2年4个月至10年不等的有期徒刑。

## 事件经过

### 主犯生平

#### 就读早稻田大学之前
Super Free事件的主犯出生于1974年7月，其父亲从小便对他实施斯巴达式的教育方法。作为一个土木工程世家的长子，他自小学就学会了使用起重机和其他重型设备。如果他衣领没有整理好或在公共场合打呵欠，他便会遭致其父亲的殴打。在他8岁的时候，就被其父亲安排独自一人从新泻购买车票前往北海道旅行；结果因为当时主犯年龄过小而引发路过人士的担忧，最终和他的父亲取得联系而导致这次长途旅行被取消。在小学时，主犯几乎都是第一、二名的成绩。而当他进入中学之后，他便不再与父亲有任何口头交流。在Super Free事件爆发后，主犯所念高中的校长在某次采访中表示，主犯的父亲似乎也是个奇怪的人。
大學升學考时，作为一名《三国志》的爱好者，主犯原本想就读历史学系；但在考虑到就业前景之后，他最终选择了经济学系。1993年4月，主犯以应届生的身份顺利考入中央大学经济学系。尽管主犯有上大学的意愿，但是中央大学位于八王子市山区的校区生活并不理想，因此他决定退学去考其他的大学。通过在游戏厅打工的费用支付了自己的复读补习费用，主犯最终在次年参加了东京都市区的一所大学升学考试。1994年4月，主犯被早稻田大学政治经济学系录取。此外，在中央大学就读期间，主犯在与一名女性的交往中告别了童贞。

#### 加入Super Free Club
进入早稻田大学后没多久，主犯某日在高田马场的车站前行走时，一名加入了Super Free Club的学长叫住了他。这是主犯第一次知道Super Free Club的存在。Super Free Club是早稻田大学在1982年成立的一家资深学校社团，主要为学生提供社交聚会。主犯认为Super Free Club举行的饮酒派对是个非常理想的场所，每个男生身边有4到5名漂亮的女生簇拥，仿佛过着“超级自由”的生活。在主犯加入Super Free Club的时候，这个社团也就是每月举行一次饮酒派对，并且轮奸也不盛行。当主犯升入二年级的时候，他成为了Super Free Club的第15代社长。不过那时的Super Free Club也是个非常小的社团，仅仅3名男性社员而已。

#### 在Velfarre与Lady Jane期间
1995年9月，主犯开始在六本木的Velfarre夜店打工，此后他就几乎没有再返回大学念书。同时也因为他的离开，Super Free Club也变成了一个半休眠的社团；除了节假日，这个社团几乎没有任何活动。主犯在Velfarre夜店工作了两年半。此外，他还在一家名为“Lady Jane”的夜店工作过并在那学会了如何經營一家社团。

### 首次轮奸的发生
1998年4月，由于主犯辞去了Velfarre的兼职工作而变得有时间组织Super Free Club的社团活动了。主犯利用自己的兼职经历在六本木的夜店组织了一场大规模的Super Free派对，有多达500人参加，被主犯认为是一次“大成功”。这次“大成功”的派对使主犯开始全神贯注的经营起Super Free Club的“Super Free派对”了。此外，这次“大成功”的派对也吸引了不少早稻田大学以外的大学生参加，这使得Super Free Club开始成为一个跨大学的社交活动社团了。也就是从1998年4月开始，Super Free Club开始变质，开始有大量轮奸行为的出现。
最初的轮奸计划是由当时轮奸活动已经盛行的明治大学“Side Kicks”社团的成员和一名Super Free Club的社员（未被逮捕）共同商议，并向主犯提议“我们一起来组织一场轮奸吧”。在提议时，社团里刚好有2名酒量不错的女大学生。主犯将这2名女性灌醉并带回家里，然后与5到6名男大学生一起轮奸了她们。这次轮奸并没有惹来什么麻烦，就这样平静地结束了。此后，在他被捕前的这五年时间里，该社团的轮奸手法越来越娴熟。在Super Free Club内，即便没有主犯的同意，主犯的学弟们也会举行各种轮奸活动。

### 高度组织化的轮奸团伙

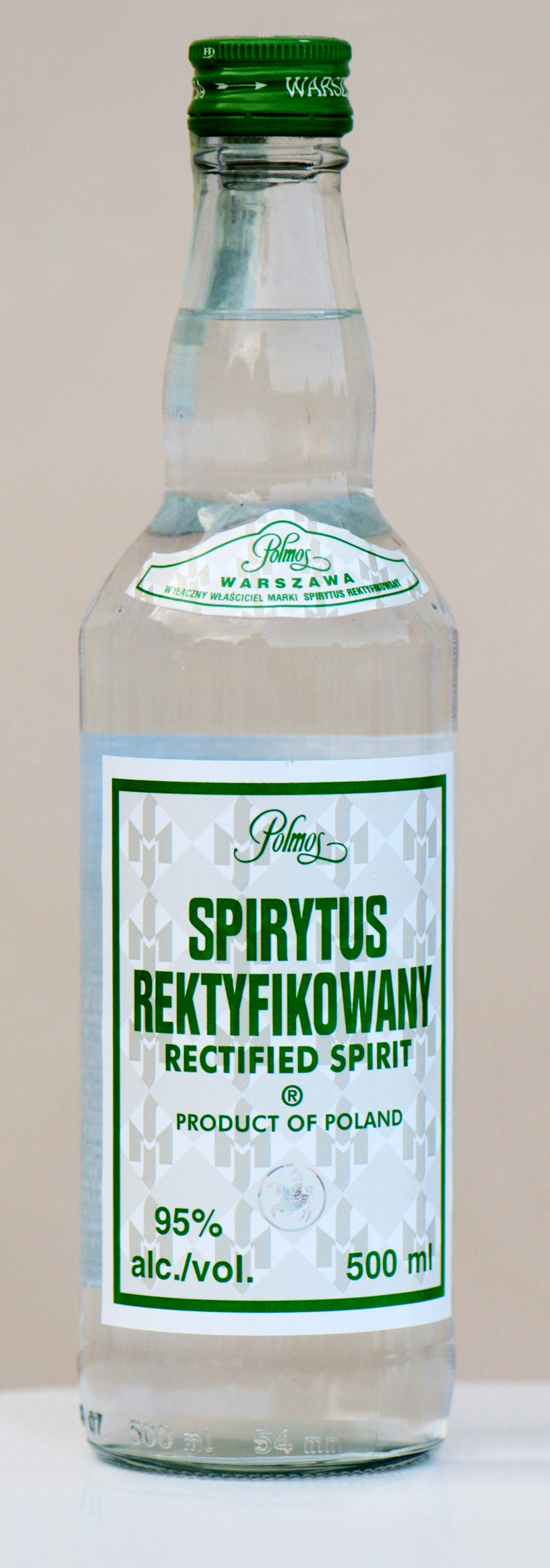
Super Free事件中经常使用的“Spirytus Rektyfikowany”牌伏特加酒。这种酒足以让绝大部分女性喝得酩酊大醉。

东京地方法院将Super Free Club定性为“只要具备条件就可以在没有协商的前提下对女性当场实施轮奸行为的高度组织化轮奸团伙”。在审判和新闻报道中，有关该组织的细节逐渐被揭露出来。
在Super Free Club的男性成员中，主犯位于绝对的领导地位，而其他成员根据他们对轮奸事件的贡献度以及他们所出售的聚会门票数分为“一军”、“二军”和“三军（男孩）”三个等级。团伙内部等级关系非常严厉，无论是用语还是礼仪要求都非常严格。团伙的高级成员可以在Super Free Club上发布带有自己照片的个人资料。一军的支部长等级的高级成员每月仅凭借门票收入就高达70万日元。而主犯的每年固定收入据报道超过1000万日元，但是他每月的债务也超过30万日元。
Super Free Club的派对广告主要针对的是关东近郊一些小型大学的女大学生，利用她们对大都会及精英大学的憧憬进行引诱。那些在首轮派对没有玩够的女大学生往往是团伙轮奸的目标。据说Super Free Club中也有一些女性成员，而她们的目标则是男大学生。
强奸及轮奸主要发生在派对现场、续摊的居酒屋，以及再续摊的KTV或Super Free Club的办公室。Super Free Club的成员在每次聚会分为少于10人的“鬼畜班”和约有40人的“怀柔班”。“鬼畜班”的成员负责强奸和轮奸；“怀柔班”则负责协助这些行为，例如：将受害者与她的朋友隔离，避免轮奸被发现；负责在事后给受害者醒酒；以及宽慰劝解受害者以便让她们沉默。部分成员会同时兼任“鬼畜班”和“怀柔班”。Super Free Club的成员在轮奸结束后会采取一些措施，例如在轮奸后给受害者购买罐装咖啡；并将她们带至家庭旅店，强迫她们在这里微笑接受拍照。这些措施是为了预防日后有受害者报警时，他们可以以此为证据提出是正常性交。

### 脚注
1. ↑  事实上该社团仅在2000年和2001年得到校方认可。
2. 1 2 3  参见《Sunday每日》2003年7月13日号的报道
3. ↑  部分Super Free Club发行的社团报纸上也将主犯称为“第13代社长”。
4. ↑  参见第104号法庭的《第56回公判书》（2004年6月4日）。
5. 1 2  参见《周刊文春》2003年7月3日号的报道“総力取材 堕ちた「 都の西北 」 「 早大レイプサークル 親の顔が見たい 被害者数百人 」”。
6. ↑  参见《周刊文春》2003年9月25日号的报道“初公判　早大レイプサークル　元幹部の懺悔告白"”。
7. ↑  参见第528号法庭《第17回公判书》（2004年2月24日）

### 出典
1. 1 2 3  Journeyman Pictures.  (流媒体). YouTube. 2008-01-21  [2020-04-06]. （原始内容存档于2020-06-17）.
2. 1 2 3 4 5 6 7 8  . デイリー新潮.   [2020-04-06]. （原始内容存档于2020-05-04）.
3. 1 2  . 内外时报.   [2020-04-06]. （原始内容存档于2020-01-24）.
4. ↑  髙良沙哉.  (PDF). 沖縄大学法経学部.   [2020-04-06]. （原始内容存档 (PDF)于2020-02-26）.
5. 1 2 3 4 5 6   (PDF).   [2020-04-06]. （原始内容 (PDF)存档于2013-08-10）.
6. 1 2 3 4 5 6  小野登志郎. . 太田出版. 2004-07  [2020-04-07]. ISBN 9784872338614.
7. ↑  . 活力门.   [2020-04-07]. （原始内容存档于2020-04-07）.
8. 1 2 3 4  . 週刊ポスト. 2003-07-11  [2020-04-08]. （原始内容存档于2003-08-02）.
9. ↑  . 週刊ポスト. 2003-07-18  [2020-04-08]. （原始内容存档于2003-12-06）.